# Conceptualisme

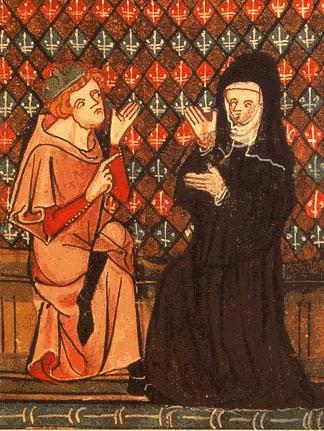
Pere Abelard i Heloïsa

El conceptualisme en filosofia és una teoria que es troba a mig camí entre el nominalisme i l'anomenat realisme medieval o lògic. El conceptualisme manté que, tot i que els universals (abstraccions o idees abstractes) no tenen existència en el món exterior, sí que existeixen com a idees o conceptes en la ment i que hi impliquen alguna cosa més que paraules. Aquesta teoria està en oberta oposició al nominalisme, que defensa que les abstraccions (universals) són simples sorolls guturals sense cap materialitat i que només els objectes individuals i concrets tenen existència real.
El conceptualisme va ser adoptat, entre d'altres, pel filòsof escolàstic francès Pere Abelard. Posteriorment, va ser àmpliament difós pels filòsofs jesuïtes com Hurtado de Mendoza o Francisco Oviedo.